# Dogadda
Dogadda es una ciudad y municipio situada en el distrito de Pauri Garhwal,  en el estado de Uttarakhand (India). Su población es de 2422 habitantes (2011). 

## Demografía
Según el censo de 2011 la población de Dogadda  era de 2422 habitantes, de los cuales 1215 eran hombres y 1207 eran mujeres. Dogadda tiene una tasa media de alfabetización del 90,18%, superior a la media estatal del 78,82%: la alfabetización masculina es del 95,97%, y la alfabetización femenina del 84,28%.